# VRオナホール

2020年に発売された「AKSO」

VRオナホールとは、バーチャル・リアリティ（英: virtual reality）とオナホール(英:Artificial vagina)を掛け合わせた造語。
性具のひとつで、男性器を女性器へ挿入する快感を再現するよう膣口および膣をかたちどった製品(オナホール)と、簡易VRヘッドセットを組み合わせて使用する事を前提とした点で通常のオナホールとの差別化を図った物である。
元々は簡易VRヘッドセットにアダルトVRを映し出し、「鑑賞しながらオナホールを利用する」方法が主流であったが、常に「アダルトVR側から一方通行」であったためタイミング等をアダルトVRに併せる必要があり改善策が模索されていた。
アダルトVR(VRAV)は主にDMM(現FANZA)が注力していたが、鑑賞までの手間や機材の準備等が必要となり、いまいち一般的に普及したと言い難いのが現状である。

## VRオナホールの歴史

### 2015年
VRオナホールの初出は不明確だが2015年に香港の会社が「BKK Sex Toy」と言う名前で「VRゴーグルとオナホールのセット」を発売している。
　なお、「BKK Sex Toy社」は記事執筆時点(2020年12月)で、Youtubeチャンネルは2015年9月30日に、Twitterは2017年7月5日の投稿を最後に更新が途絶えており、以上の理由から活動を停止していると思われる。
　その後、いくつかの類似商品が見受けられたが、どれも構想の段階で止まっており、商品化に漕ぎ付けた物は現れなかった。

### 2020年
2020年12月に台湾の企業「ETERNAL SMART TECHNOLOGY LTD.」社が日本国内のAmazonを中心にVRオナホール「AKSO」の販売を開始。
　「AKSO」はVRゴーグルこそ同梱されていないが、市販の簡易VRヘッドセットと専用Androidアプリを使用し「ボイス、視線、加速度センサー」を用いたVRキャラクターとのコミュニケーションが売りである。
　現在(2020年12月時点)確認されている本来の意味での「VRオナホール」は「AKSO」のみである。

## VRオナホール「AKSO」
「AKSO」は2020年に台湾の企業「ETERNAL SMART TECHNOLOGY LTD.」社が日本のAmazonで販売を開始した「VRオナホール」。
　開発はオランダ・台湾・日本の合同チームによって行われており